# Волынский, Иван Григорьевич Меньшой
Ива́н Григо́рьевич Волы́нский, Меньшо́й — сын боярский, голова и воевода в царствование Ивана Грозного, Фёдора Иоанновича и Бориса Годунова.
Из дворянского рода Волынских, младший из пяти сыновей Григория Семёновича (Саввича) Волынского.

## Служба
в 1575 году второй воевода Большого полка в войсках посланных против литовцев пришедших к городу Солоча. В 1576 году участвовал в зимнем ливонском походе и после взятия городов Коловерь, Лиговерь, Апсл и других замков был оставлен первым воеводой в Коловери. в 1577 году воевода в Скровном. В 1578 году — осадный голова в Лиговери. В 1582 году первый воевода Передового полка в походе из Казани на Каму. В 1583 году указано ему идти в Казанский поход из Чебоксар на сход в Сторожевой полк Морозова. В июне 1583 года командовал сторожевым полком во время усмирения казанских татар и черемисов между Свияжском и Чебоксарами, после чего был оставлен третьим воеводой «… в Казани…. в остроге…» и служил там в 1584 году, затем был переведён вторым воеводой в Чебоксары.
В 1586 году служил «в новом цареве городе на Санчюрине озере» вторым воеводой Большого полка, для охраны вновь построенного города Санчурска. Один из воевод годовавших в Астрахани в 1586 году. В 1586—1587 годах снова служил в казанском остроге, но уже вторым воеводой. В июле 1589 года прислан на воеводство в Шацк. Зимой 1589/1590 года участвовал в шведском походе к Нарве в должности есаула в царском полку, затем годовал третьим воеводой в Ивангороде. Тогда же местничал со 2-м воеводой Г. Ф. Колычевым. В августе 1591 года служил первым воеводой в Новосилe и готовил город к отражению татар, которых вёл на Москву крымский хан Казы-Гирей Бора. По росписи 19 июня 1591 года второй воевода Большого полка в Новгороде.
В сентябре 1592 года Иван Григорьевич Волынский ходил против шведов из Новгорода Великого вторым воеводой с большим полком, затем был переведён в передовой полк и снова ходил с воеводой Петром Никитичем Шереметевым «под немецкие люди». В декабре того же года отправлен на воеводство в Пронск. В марте 1594 года направлен воеводой в Михайлов из Ряжска на место князя Александра Жирового-Засекина. В 1594—1596 годах — воевода «на Саратове острове». В 1596 году был прислан воеводой на год в Ивангород на место воеводы князя М. Путятина и служил в Вышгородке.
В 1598 году воевода Иван Григорьевич Меньшой Волынский в чине московского дворянина подписался под актом об избрании на русский царский престол Бориса Фёдоровича Годунова. В 1599 году служил воеводой в Чебоксарах. В 1600—1601 годах служил воеводой в Берёзове. В 1603 году упоминается среди объезжих голов «для огней и для всякого береженья… от Ильинскова кресца да Варварскова кресца по всем улицам и по переулкам, и по рядом, и Варварской крестец, и от Варварскова кресца до Водяных ворот, что на Живой мост, и от Водяных ворот да Троицы, что на рву…». Упомянут 1 сентября 1603 года первым воеводой во Пскове. Летом 1604 года проверял надёжность Заупской засеки до Малиновых ворот в связи с угрозой нападения татар Казы-Гирея.

## Семья
Сыновья:
- Волынский Степан Иванович — наместник и воевода, посол в Англии.
- Волынский Семён Иванович — стольник, московский дворянин и воевода.
- Волынский Павел Иванович — царский казначей, посол и воевода.
- Волынский Григорий Иванович — московский дворянин и воевода.

## Критика
Даваемые о нём сведения взяты из исторических документов, но нельзя утверждать, что это всё относится в Ивану Григорьевичу Меньшому, а не частью к его брату Ивану Григорьевичу Большому и наоборот.